# Charles Evans Hughes
Charles Evans Hughes, Sr. (født 11. april 1862, død 27. august 1948) var en amerikansk advokat og republikansk politiker fra staten New York. 
Hughes var guvernør i New York fra 1907 til 1910, udenrigsminister fra 1921 til 1925 og dommer i den amerikanske højesteret i to omgange, fra 1910 til 1916 og igen fra 1930 til 1941. 
I 1916 var han desuden den republikanske kandidat til det amerikanske præsidentvalg, hvor han dog blev besejret af demokraten Woodrow Wilson.